# 维鲁帕克斯希普拉姆
维鲁帕克斯希普拉姆（Virupakshipuram），是印度泰米尔纳德邦Vellore县的一个城镇。总人口12431（2001年）。

## 人口
该地2001年总人口12431人，其中男性6318人，女性6113人；0—6岁人口1161人，其中男599人，女562人；识字率71.13%，其中男性为76.19%，女性为65.89%。